# Семяново (Великопольське воєводство)
Семяново (пол. Siemianowo) — село в Польщі, у гміні Лубово Гнезненського повіту Великопольського воєводства.
Населення — 128 осіб (2011).
У 1975-1998 роках село належало до Познанського воєводства.

## Демографія
Демографічна структура станом на 31 березня 2011 року:
|          | Загалом | Допрацездатний вік | Працездатний вік | Постпрацездатний вік |
| -------- | ------- | ------------------ | ---------------- | -------------------- |
| Чоловіки | 63      | 18                 | 39               | 6                    |
| Жінки    | 65      | 11                 | 41               | 13                   |
| Разом    | 128     | 29                 | 80               | 19                   |